# Tudor Mohora
Tudor Mohora (Bogdana, 6 ottobre 1950) è un politico rumeno.
Vicino al pensiero nazionalista e comunista della Repubblica Socialista di Romania, dopo la rivoluzione romena del 1989 fu tra i membri fondatori del Partito Socialista del Lavoro (PSM), grazie al quale riuscì a sedere per la prima volta alla camera dei deputati tra il 1992 e il 1996. Nel 1995 lasciò il PSM, fondando il piccolo Partito Socialista (PS) e l'anno successivo provò a candidarsi, con scarso successo, alla presidenza della repubblica.
Nel 2000 tornò in parlamento nelle file del Partito Social Democratico, mantenendo il seggio fino al 2008.

## Formazione e attività professionale
Laureatosi nel 1974 presso la facoltà di chimica dell'Università di Bucarest, fece parte di diverse associazioni studentesche autorizzate dal regime comunista. Dal 1978 ottenne il ruolo di assistente e relatore presso la facoltà di tecnologia chimica dell'Università Politecnica di Bucarest. Nel 1988 seguì un corso postuniversitario in sociologia.
Dopo la rivoluzione romena del 1989 interruppe la sua collaborazione con l'Università Politecnica e fu assunto come docente presso il liceo Mihai Eminescu della capitale romena.
Nel 1998, già pienamente occupato nella carriera politica, conseguì il dottorato in scienze chimiche.

## Carriera politica

### Esponente socialista
Sostenitore del Partito Comunista Rumeno (PCR), sotto la Repubblica Socialista di Romania di Nicolae Ceaușescu rivestì diversi incarichi politico-amministrativi. Tra il 1974 e il 1985 fu segretario e presidente dell'Unione delle associazioni degli studenti comunisti della Romania (UASCR), mentre dal 1985 al 1989 fu indicato come segretario del consiglio del popolo e presidente del consiglio del popolo del settore 4 della città di Bucarest.
Dopo la rivoluzione romena del 1989 che mise fine alla dittatura di Ceaușescu, insieme ad altre figure che avevano partecipato attivamente alla vita politica sotto il regime, Mohora fu tra i membri fondatori del Partito Socialista del Lavoro (PSM), formazione politica che vide la luce nel 1990 e che si dichiarava nostalgica del recente passato nazionalista e comunista. Mohora ne fu segretario e vicepresidente.
Il PSM partecipò alle elezioni parlamentari del 1992, ottenendo 13 deputati e 5 senatori. Mohora riuscì a conquistare un seggio da deputato come rappresentante per il distretto di Buzău e durante la legislatura fu capogruppo alla camera del gruppo parlamentare socialista che riuniva gli esponenti del PSM. Tra gli altri incarichi parlamentari, partecipò alla commissione per le proposte di legge sul funzionamento dei partiti politici e alla commissione istruzione, scienza, gioventù e sport.
Alle elezioni del 1992 il Fronte Democratico di Salvezza Nazionale (FDSN) di Ion Iliescu conseguì una maggioranza relativa che lo costrinse a cercare l'appoggio parlamentare di alcuni gruppi minori per garantire il sostegno al neonato governo di Nicolae Văcăroiu, tra i quali il PSM e i nazionalisti del Partito dell'Unità della Nazione Romena (PUNR) e del Partito Grande Romania (PRM). I termini dell'alleanza parlamentare tra il partito di Iliescu e gli altri (il cosiddetto Quadrilatero Rosso, in rumeno Patrulaterul Roșu), tuttavia, non piacquero a larga parte della dirigenza del PSM, con il risultato di inasprire il conflitto interno sulla leadership e sull'orientamento del partito. Nel marzo 1995 l'ala capeggiata da Mohora annunciò la scissione e la creazione del Partito Socialista (rumeno: Partidul Socialist, PS).
Alcuni mesi più tardi il PS riuscì addirittura a superare i risultati ottenuti dal PSM in occasione delle elezioni parlamentari in Romania del 1996, ma non raggiunse comunque la soglia di sbarramento elettorale, rimanendo fuori dal parlamento. Il Partito Socialista conseguì il 2,29% alla camera e il 2,26% al senato. Il leader del gruppo Tudor Mohora fu, inoltre, uno dei 16 candidati alla presidenza della repubblica e giunse al 7º posto con l'1,27% delle preferenze.

### Passaggio al Partito Social Democratico
Nel luglio del 2000 Mohora accettò la confluenza del suo piccolo PS nel Partito Social Democratico Romeno (PSDR) di Alexandru Athanasiu, divenendone presidente del consiglio nazionale. Nello stesso anno il PSDR strinse un accordo con il Partito della Democrazia Sociale di Romania (PDSR) di Iliescu per la fusione delle due formazioni, come risultato dell'alleanza elettorale del Polo della Democrazia Sociale di Romania che in novembre vinse le elezioni parlamentari che portarono alla nascita del governo Năstase. Nel giugno del 2001 PSDR e PDSR diedero ufficialmente vita al Partito Social Democratico (PSD).
Dopo l'elezione a deputato nelle liste del Polo, nel corso della nuova legislatura Mohora fu segretario dell'ufficio di presidenza della camera e membro della commissione per la convalida. A livello di partito fu membro dell'ufficio esecutivo centrale del PSD (2001-2005) e membro del consiglio nazionale (dal 2005). Rieletto per la stessa posizione parlamentare anche in occasione delle elezioni parlamentari del 2004, fu riconfermato alla commissione per la convalida.
Nell'aprile 2006 fu indicato come presidente della commissione per le indagini sugli abusi, la corruzione e le petizioni al posto di Valer Dorneanu. Nel settembre dello stesso anno, tuttavia, il PSD avanzò l'ipotesi della sua sostituzione, nell'ambito di una più ampia revisione delle presidenze delle commissioni parlamentari, come risultato dell'allontanamento dal partito di Dan Ioan Popescu, presidente della commissione per l'industria e i servizi. In conseguenza di ciò apparve sulla stampa la notizia che, a causa della decisione del PSD, Mohora avrebbe intavolato delle trattative con il PRM per il suo passaggio al partito allora presieduto da Corneliu Vadim Tudor. Mohora in ogni caso negò ogni voce e confermò la propria adesione al PSD. Rimasto alla guida della commissione, nel 2007 fu membro anche di quella per il monitoraggio delle trasmissioni radiotelevisive in vista della campagna sul referendum riguardante l'introduzione del sistema di voto uninominale per l'elezione dei membri del parlamento della Romania.

### Fondazione del Partito della Giustizia Sociale
Conclusasi l'esperienza con il PSD, non fu riconfermato per le elezioni del 2008. Nel 2011, quindi, insieme ad altre figure che avevano rappresentato il fronte di sinistra del PSD, Octavian Cozmâncă, Ion Sasu e Ion Toma, fu tra i fondatori del Partito della Giustizia Sociale (rumeno: Partidul Dreptății Sociale, PDS). Questo nel 2014 supportò la candidatura alla presidenza della repubblica dell'indipendente Teodor Meleșcanu, che ottenne l'1,09% delle preferenze.